# Magdalena Šverc
Magdalena Šverc, slovenska teologinja in pedagoginja, * 2. avgust 1967.
Leta 1998 je doktorirala iz teologije. Predavala je na Teološki fakulteti v Ljubljani. V času 8. vlade RS je bila državna sekretarka na Ministrstvu za šolstvo in šport Republike Slovenije.
Na državnozborskih volitvah leta 2011 je kandidiral na listi NSi.